# Martti Ragnar
Die Martti Ragnar (vor 1934 Nordsjernen) war ein Frachtdampfschiff aus Finnland.
Es war mit 2.262 BRT vermessen und hatte 89 m Länge, 12,70 m Breite und einem Tiefgang von 6,10 m.
Es gehörte der Reederei Nordström Aktie Bolag R., & Co. OY in Lovisa. Gebaut wurde das Schiff 1903 in Dänemark bei der Werft Helsingør Jernskibs & Maskinbyggeri Aktie Selskab in Helsingør.
Die Martti Ragnar sank am 23. September 1939 um 2.14 Uhr nach der Zündung von drei Sprengpatronen, die von einem Prisenkommando von U 4 (Kapitänleutnant Harro von Klot-Heydenfeldt) angebracht worden waren, in der Nordsee 5 Seemeilen südlich von Arendal in Norwegen im Marineplanquadrat AN 3393.
Die Besatzung von 24 Mann wurde in zwei Rettungsbooten bis acht Seemeilen vor die norwegische Küste geschleppt. Das Schiff hatte Zellulose, Schwefel und Holzschliff geladen und war auf dem Weg nach Ellesmere Port.